# Teinture
Pour les articles homonymes, voir Teinture (homonymie).
 (février 2017).
 (février 2017).
 (septembre 2024).

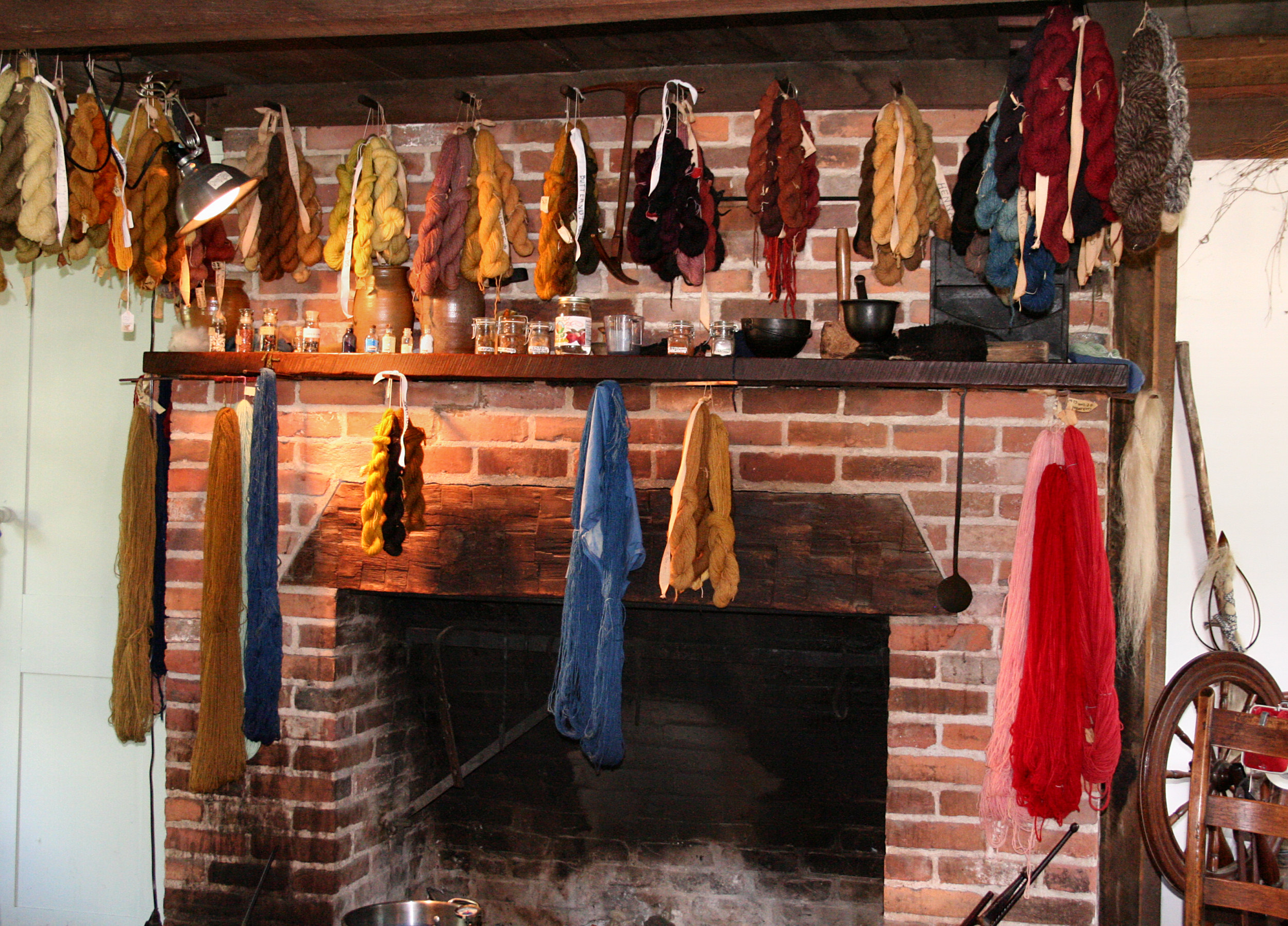
Des fils séchant après avoir été teints selon une méthode traditionnelle américaine.

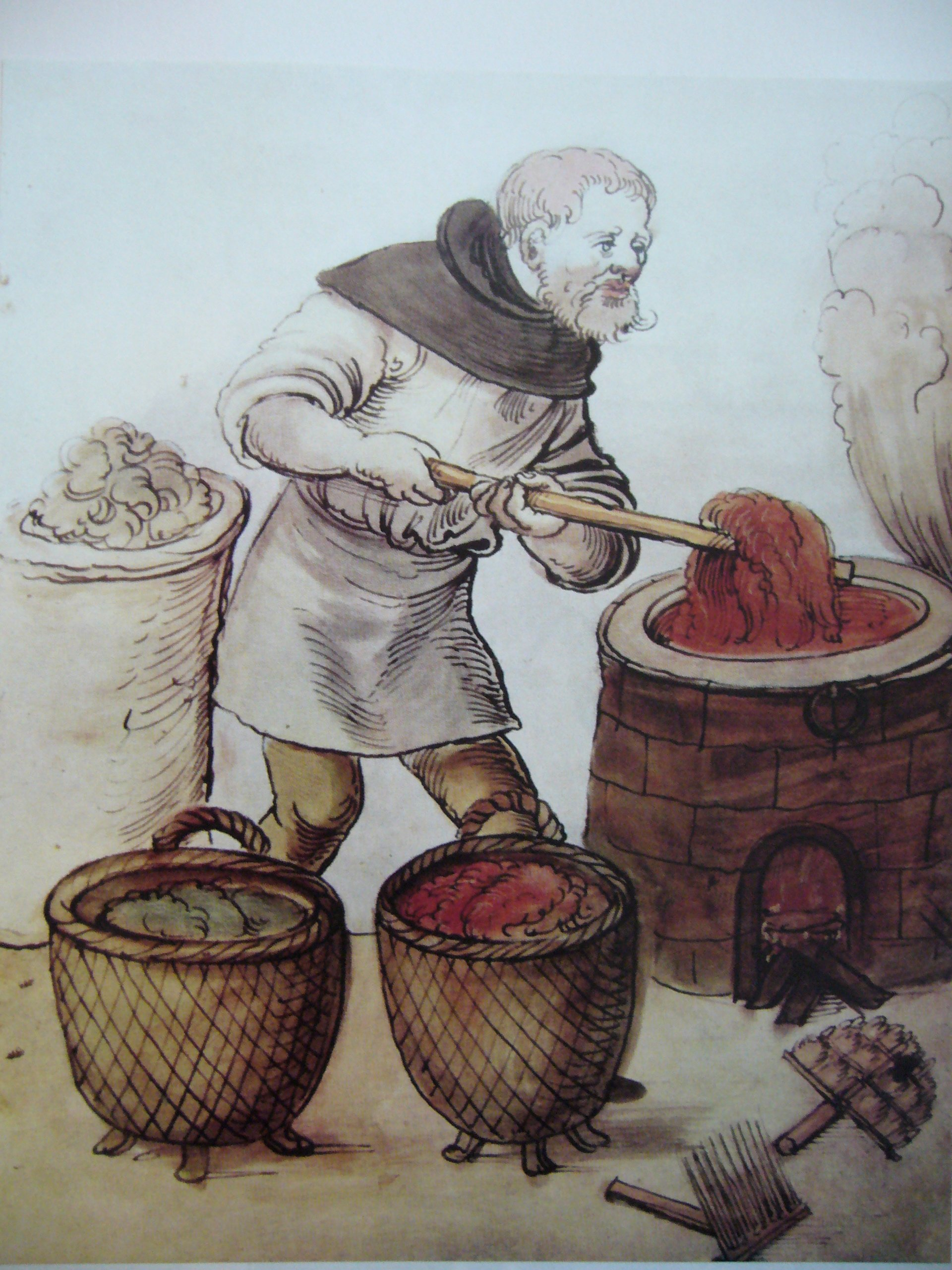

La teinture est l'action de modifier la couleur d'un support par absorption d'un colorant. Elle est utilisée en cosmétique pour les cheveux et la peau, en ameublement pour teinter les bois ou les textiles, en confection pour les vêtements, en maroquinerie pour le cuir, etc.
Le terme teinture désigne également la substance colorante elle-même.

## Historique
L'indigo, une teinture bleue extraite de l'indigotier, est une des plus vieilles teintures connues : des traces en ont été retrouvées sur des vêtements tissés de l'Égypte antique.
Dès le Ier millénaire av. J.-C., le port de Tyr était réputé pour la pourpre.
En 1850, la découverte des sels de chrome comme mordant pour fixer la teinture dans les fibres du tissu permet la réalisation de teintures dont les couleurs ne déteignent plus.
En 1856, William Henry Perkin découvre par hasard — par sérendipité — la mauvéine (alors qu'il tentait de synthétiser de la quinine). Elle a la propriété de teindre la soie et a donné naissance à toute une famille de teintures.
La garance et l'indigo furent synthétisés respectivement en 1869 et en 1897. Ces molécules synthétiques résistent très bien au lavage.
Depuis le début des années 1990, l'emploi des colorants de synthèse dans le secteur du textile est soumis à une réglementation stricte : certains produits utilisés libéraient des substances cancérigènes.

### Teintures naturelles

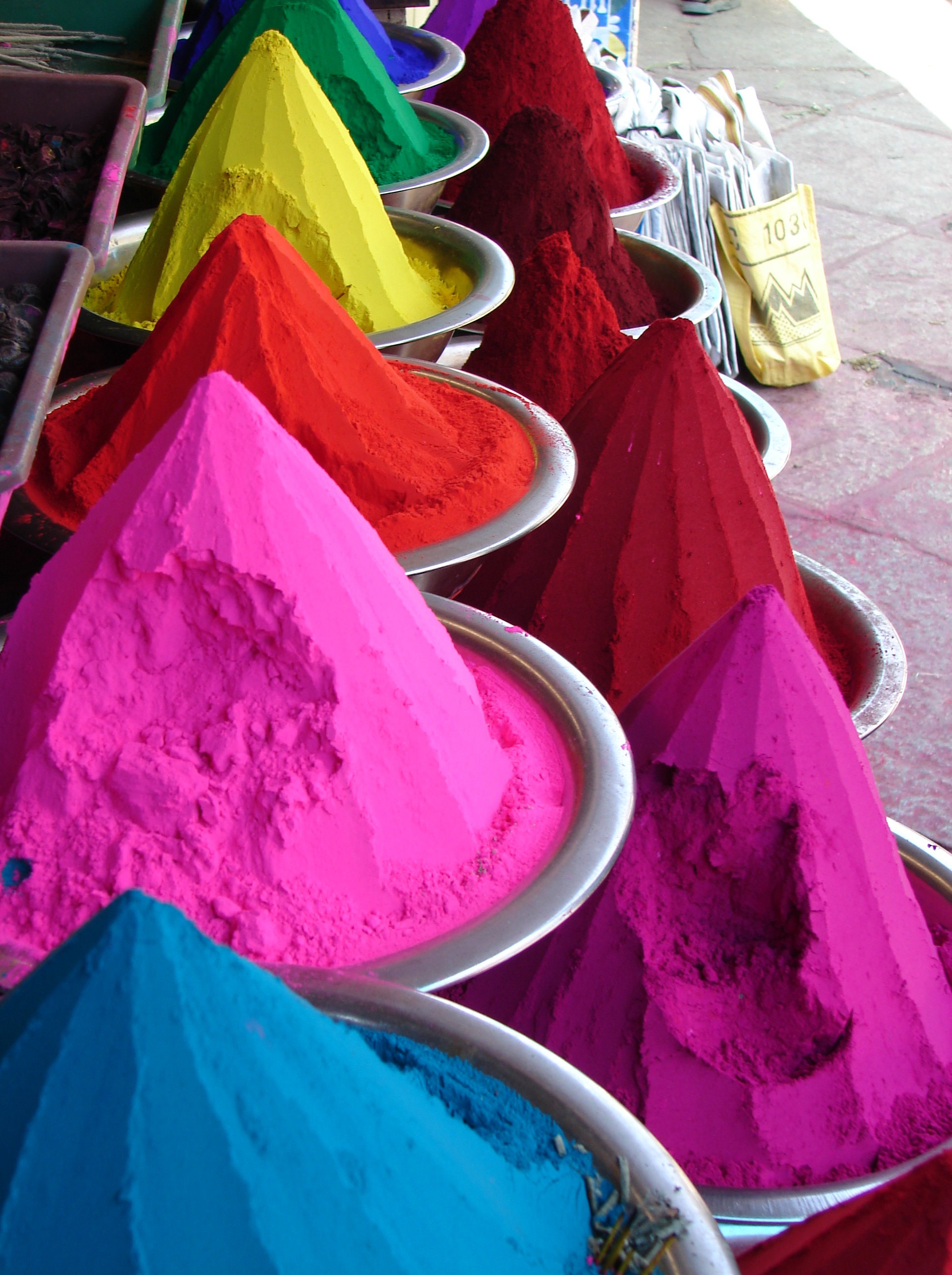
Teintures naturelles sur un étalage de marché en Inde.

Les teintures suivantes sont surtout employées en teinture artisanale :
- bleu : indigotier, persicaire à indigo, Strobilanthes, feuilles de guède ou pastel des teinturiers, baie de sureau, baie de Clérodendron ;
- brun à noir : brou de noix, café, chou, écorce de saule ou de bourdaine ;
- jaune : gaude (réséda jaunâtre), achillée, pelures d'oignon jaune, thé du Paraguay, fleurs de camomille, érable, absinthe, tanaisie, mûre, curcuma ;
- rouge : racines de garance, cochenille élevée sur cactus nopal, cochenille de kermes vermilio ou vermillon, henné ;
- pastel : pâte de pigments colorés aux tons clairs ;
- pourpre : murex ;
- vert : prêle, minium[réf. nécessaire], graines de caroube, verts solides : baies de sureau ;
- violet : rose trémière noire, fleur de souci, bois de campêche.

Liste des plantes tinctoriales.

## Teintureries industrielles
En teinturerie industrielle, on distingue deux sortes de teintureries :
En premier, la « teinturerie à façon ». Elle reçoit et traite de la marchandise qui ne lui appartient pas. Elle a pour mission de transformer la marchandise textile écrue ayant peu de valeur ajoutée, en une marchandise ennoblie à haute valeur ajoutée. Ce genre d'entreprise possède généralement un parc de machines très important et très diversifié. Elle doit faire face à des demandes très diverses de la part de la clientèle. Elle est responsable de la marchandise qui lui est confiée et doit faire face en cas de dégradation.
En second, la « teinturerie intégrée ». C'est un département d'une entreprise. Sa vocation première est un tissage, une bonneterie ou une filature. Pour des raisons diverses (prix de revient, délais de fabrication, souplesse de réaction par rapport à la mode, etc.), ces entreprises ont choisi d'avoir leur propre teinturerie et devenir indépendantes des teintureries à façon. En outre, certains teinturiers ont leurs propres ateliers de confection. Dans ces entreprises, le parc de machines est en général limité à ce que fait l'entreprise (il ne sera pas le même dans un tissage, dans une bonneterie ou dans une filature). En cas de problèmes lors de la teinture, il est plus aisé de trouver un compromis puisque l'on travaille pour soi.

### Caractère industriel des teintureries
La teinturerie peut être considérée comme une industrie artisanale. Le côté industriel se retrouve dans les structures et infrastructures que doit posséder une teinturerie. Le côté artisanal tient au fait qu'en partant d'un procédé de base, l'interprétation qu'en fait le teinturier diffère en fonction des machines dont il dispose, mais aussi de la présentation de la marchandise à teindre (bourre, fils, tricot, tissus, tapis, dentelles, passementerie, lacets, cordes pour saucissons, etc.), ou même de l'usage auquel l'article est destiné, du prix que le donneur d'ordre est prêt à payer, etc.
Il y a autant de procédés de teinture qu'il y a de teinturiers. Ce qui suit ne donne donc qu'un aperçu du « comment cela peut se faire ». Il serait en effet trop long (et de toute manière incomplet) de donner le détail des opérations qu'une marchandise textile subit avant d'arriver entre les mains de l'usager final. Il faut également tenir compte de cette réalité : beaucoup d'articles à teindre sont composés de mélanges de fibres et, par conséquent, il faut faire des compromis pour ménager le textile.

## Qualités des teintures
Cette section ne s'appuie pas, ou pas assez, sur des sources secondaires ou tertiaires indépendantes du sujet. Le texte peut contenir des analyses inexactes ou inédites de sources primaires.
Pour l'améliorer, ajoutez-en, ou placez des modèles {{Source secondaire souhaitée}} ou {{Source secondaire nécessaire}} sur les passages mal sourcés. (septembre 2024)
D'une manière générale, une teinture doit correspondre à l'usage auquel l'article sera soumis. Le teinturier choisira la classe de colorant en fonction de l'usage que le client lui indiquera. 
Il existe, dans chaque classe de colorants, de très bons produits pour des usages spécifiques, ce sera donc de commun accord que le donneur d'ordre et le teinturier, par l'intermédiaire du représentant, choisiront le produit. Pour le donneur d'ordre et le teinturier, d'autres facteurs interviennent. Avant tout une teinture doit être à la nuance, qui doit être assortie avec d'autres articles, demandée par le client. Les défauts à éviter seraient une nuance trop claire, trop foncée, trop terne, trop vive, sale, etc.
Il faut ensuite que la teinture soit uniforme sur toute la surface de la marchandise et pénétrée au cœur de la marchandise. Il faut  qu'elle soit exempte de certains défauts, ceux que la fabrication peut engendrer tout au long du cycle de la teinture, comme des taches claires, foncées ou grasses, des trous, des plis marqués, des frottements usés ou brillants. Il faut aussi que, d'un bain à l'autre, il y ait une reproductibilité de la nuance. C'est l'aspect de la teinture le plus difficile à respecter : il est généralement source des plus grands conflits entre intéressés. Si on ne peut améliorer une passe non conforme pour la nuance, cela se solde par un compromis, une réduction de prix, etc.
La perception des couleurs varie d'un individu à l'autre et est fonction de la lumière et de l'environnement ;  C'était une cause de litiges, même au sein de l'entreprise, entre le teinturier/coloriste et le représentant, par exemple. De plus en plus, les nuances sont maintenant passées dans un spectrophotomètre : il mesure la chaleur de nuances et édite, avec une certaine tolérance, un rapport de correspondance entre la demande et le produit obtenu. Toutefois, les écarts de tolérances entre deux bains sont tels que, dans certains cas, il faut revenir à l'appréciation humaine. Par exemple, pour un coloris beige type client, une première teinture est réalisée ; si, à l'issue de la teinture, elle est légèrement différente du type client, en théorie et en pratique, elle est corrigée par un apport de la nuance que le teinturier/coloriste estime ou ce que le spectrophotomètre indique. Si la reproductibilité n'est pas encore suffisante, une nouvelle correction est apportée. Si, à un moment, on ne peut plus améliorer, soit on démonte la nuance (on détruit la teinture) et on recommence en espérant faire mieux (ce qui n'est pas garanti) ; soit on soumet la nuance obtenue au client. Celui-ci pour diverses raisons (besoin urgent de la marchandise, négociation sur le prix, etc.) peut accepter le coloris légèrement différent. Sur un suivi de bain (plusieurs commandes successives dans le même coloris) il arrive ainsi que les écarts entre les bains soient tels que la tolérance autour du type initial ne soit plus acceptable. Le spectrophotomètre acceptera l'écart par rapport au type, alors que l'œil, par comparaison entre les productions, ne pourra pas l'accepter.

## Généralités sur les teintures
La teinture et tous les traitements qui s'y rapportent ont plutôt tendance à dégrader les fibres qui sont traitées. L'art du teinturier consiste à teindre ces matières en respectant le plus possible les qualités intrinsèques de la marchandise. Suivant la provenance, ces qualités intrinsèques peuvent être très différentes. Ainsi, les articles destinés aux hôpitaux (draps, par exemple), doivent satisfaire à des critères de qualité très élevés. Idem pour les articles destinés à l'armée. Un des critères pris en compte est le DP (degré de polymérisation) qui doit rester très élevé. Certains cotons à l'état non traités ayant des valeurs inférieures dès le départ ne pourront donc pas être utilisés pour ce type d'application.
Il en va de même pour la laine : non seulement la race de mouton intervient mais aussi la partie du corps d'où elle provient.
Lorsqu'un teinturier rate la teinture, il ne jette pas la marchandise (celle-ci appartient à son client et il doit la restituer). Ainsi il va devoir reprendre cette marchandise et tenter de l'améliorer. Pour cela, il lui faudra « démonter » (ce qui veut dire détruire les colorants qui ont été appliqués) la teinture avec des agents agressifs qui vont non seulement détruire les colorants, mais également diminuer les solidités intrinsèques des fibres concernées. Ensuite, il faudra reteindre en espérant que le défaut ait disparu. Il arrive ainsi que l'on achète un article qui soit déjà de moindre qualité tout en étant neuf. Si l'on n'arrive pas à une amélioration de la partie ratée, la marchandise passe en second choix, voire en troisième choix.[réf. nécessaire]

### Échelle des bleus
La « solidité » de huit teintures bleues sert de référence pour évaluer celle de nouveaux colorants, par un processus simple. On expose la teinture à coter à la lumière en même temps qu'une échelle des bleus constituée avec ces huit bleus. La cote est le numéro de la plage qui perd sa couleur comme l'échantillon.

### Principales classes de colorants utilisés actuellement

#### Colorants pour fibres d'origine cellulosique
Les colorants pour fibres d'origine cellulosique sont divers et peuvent être des colorants directs, des colorants réactifs, des colorant au soufre, des colorants Indigo, des colorants de cuves, des colorants leuco-dérivés des colorants de cuves, des naphtols, etc.
Quelques autres sont moins utilisés actuellement, ou ne le sont plus, parmi lesquels les colorants basiques.

#### Colorants pour fibres d'origine animale
Les colorants pour fibres d'origine animale peuvent être des colorants acides (foulons, acide faible, acides forts), des colorants à mordant (pré-chromage, chromage simultané, post-chromage), des colorants réactifs, des colorants de cuve, des colorants métallifères 1.1 et 1.2, des colorants basiques, des colorants directs (quelques éléments seulement), etc.

#### Colorants pour fibres artificielles type di- et tri-acétate de cellulose
Parmi les colorants pour fibres artificielles type di- et tri-acétate de cellulose figurent les colorants dispersés ou plasto-solubles.

#### Colorants pour fibres synthétiques
Parmi les colorants pour fibres synthétiques, on trouve les colorants cationiques et dispersés pour fibres acryliques et fibres polyester, les colorants acides, métallifères 1.1, 2.1, dispersés pour les polyamides.
Dans le cas de mélanges de fibres, une sélection est faite et la teinture se déroule en une ou deux étapes.

## Teinture et présentation des matières à teindre
La teinture peut intervenir à différents stades de la production. La matière peut se présenter sous des formes très diverses : sous forme de bourre (cela ressemble à de la ouate), de mèches de peigné (c'est de la bourre peignée), de fils (en bobines, en écheveaux, en fuseau, sous forme de chaîne ourdie), de pièces (tissus, tricots, tresses, dentelles, filets, tapis), de panneaux à assembler après teinture, de vêtements confectionnés, de ficelles pour salaisons, de bas, de lacets, de ruban Velcro, de plumes, etc. 
Pour chaque stade de fabrication, le matériel de teinture sera différent et la technique de teinture adaptée.

## Teinture et propriétés
Un article teint, quelle que soit sa présentation, doit répondre à des critères précis : en premier, avoir le coloris demandé par le client (la « nuance » en jargon textile). Ensuite, avoir une teinte uniforme lisière-centre-lisière et début-fin de pièce, afin de pouvoir assembler les panneaux qui constitueront un vêtement dans le cas de teinture en pièce, par exemple ;. bien sûr, être exempt de taches ; et enfin, répondre à des critères de « solidités » en rapport avec l'usage auquel l'article est destiné (par exemple, un article pour maillot de bain doit posséder des « solidités » différentes de celles d'un article d'ameublement ou d'habillement).

### Propriétés et solidités
Le terme « solidité » a pour sens en teinturerie la capacité pour un ou des colorants donnés à une intensité de nuance de résister à ce qu'un textile doit supporter au long de son existence : exposition à la lumière, au lavage, à l'eau de mer, au soleil direct ou derrière une vitre, etc. Le terme n'a rien à voir avec la résistance physique d'un article.

### Les «solidités»
Les principales « solidités » auxquelles un textile doit faire face sont très nombreuses et variées : solidité à la lumière ; solidité au lavage ; solidité au chlore ; solidité au nettoyage à sec ; solidité à la sueur acide ou alcaline ; solidité au frottement ; solidité au boulochage, solidités au lavage froid, à 40 °C, 60 °C, 95 °C, solidité à l'eau, solidités au dégorgement, à l'abrasion, etc.
Les « solidités » d'un article maillots de bain n'ont rien à voir avec les draperies ou les sous-vêtements. Certaines classes de colorants sont réputées pour leurs hautes, voire très hautes, « solidités », pour un prix croissant. 
Ces « solidités » sont évaluées suivant une échelle de bleu qui va de 1 à 8 pour les solidités lumière et sur une échelle de gris qui va de 1 à 5 pour les autres. Par exemple, l'échelle de bleu est constituée d'une bandelette de tissu tissée avec 8 bleus différents dont on connaît la solidité à la lumière. Le moins résistant est placé à une extrémité et le plus à l'autre. À l'issue du test, le teinturier compare la dégradation de l'échantillon à tester avec celui de l'échelle des bleus, et lui attribue la cotation correspondante.
Les modalités d'exécution des tests sont définies par des normes internationales. Ces normes répondent à des critères stricts et bien définis. Il existe des tableaux de correspondance entre les normes NF, DIN et ISO[pertinence contestée].
Tous les colorants n'ont pas les mêmes « solidités » (certains très bons pour les nuances foncées sont médiocres dans les tons pâles, ou vice versa). La sélection utilisée dépendra de l'usage futur du textile. Le prix auquel est vendu un colorant au teinturier sera tributaire des « solidités » de ce colorant et du volume d'achat. Un colorant n'a pas le même prix de vente dans toutes les entreprises. Les prix de revient peuvent être différents.
Les « solidités » peuvent être altérées par les apprêts chimiques appliqués sur le textile pour renforcer ses propriétés de confort. L'altération dans ce cas-ci est essentiellement un virage de nuance (plus bleu, plus rouge, plus sale, plus terne) dont il faut tenir compte, et la cotation est ici aussi de 1 à 5.

## Produits chimiques utilisés le plus fréquemment en teinturerie
Il y a les composés organiques synthétiques de la classe des Nonylphénol. L'industrie textile les emploie comme agent mouillant, dispersant, émulsifiant ou  détergent. Ces produits font actuellement l'objet d'étude européenne quant à son éventuelle toxicité (cas de stérilité et cancers soupçonnés). 
Les acides les plus utilisés sont l'acide acétique (vinaigre), acide formique, acide chlorhydrique (esprit de sel), acide sulfurique (vitriol), acide oxalique. 
Les bases sont également nombreuses : soude caustique, carbonate de sodium, phosphate trisodique (de moins en moins), phosphate disodique. 
Les sels, essentiellement : acétate de sodium et acétate d'ammonium, sulfate de sodium et sulfate d'ammonium, chlorure de sodium (sel), nitrite de sodium
Les agents oxydants sont le peroxyde d'hydrogène (eau oxygénée), perborate de sodium, bromite de sodium, hypochlorite de sodium (eau de Javel), chlorite de sodium. 
Enfin, les agents réducteurs, l'hydrosulfite de sodium, le sulfhydrate de sodium, le glucose. 

## Adjuvants ou auxiliaires utilisés dans le textile
L'eau est le premier produit du teinturier. Dans beaucoup d'entreprises, le teinturier est responsable de la qualité de son eau. Il s'occupe de l'adoucissage de celle-ci et de la bonne maintenance des épurateurs ou des dispositifs analogues. Il faut une eau sans calcaire, sans métaux et sans microorganismes.
Ensuite viennent les adjuvants (anioniques, non ioniques ou cationiques, parfois.  des mélanges) utilisés lors de la préparation. Ce peut être un produit d'origine naturelle, le savon de Marseille, ou des enzymes ; 
Il y de très nombreux produits de synthèse. Chacun a une fonction propre : un produit mouillant aide la pénétration des colorants au sein de la fibre, diminue la tension superficielle, et permet une meilleure action des produits mis en œuvre.
Un remouillant est essentiellement utilisé pour les tissus éponges en fin de traitement afin qu'ils absorbent l'eau.
Un détergent exerce une action de lavage.
Un dispersant maintient en suspension ce qui a été enlevé par le détergent, évite les agglomérats de colorants susceptibles de provoquer des taches.
Un émulsionnant (ou émulgateur) est utilisé lorsque la marchandise est souillée par des huiles ou des graisses difficilement saponifiables.
Un complexant du calcaire, du fer, neutralise les effets négatifs du calcaire ou de la présence de fer dans l'eau.
Un lubrifiant facilite le déplacement des plis lors de la teinture en boyaux, évite les traces de frottement contre le métal, permet de faire circuler la marchandise à très grande vitesse.
Un agent d'unisson ou de blocage est utilisé pour former un complexe avec le colorant qui se libère au fur et à mesure de l'élévation de la température, ou bien « monte » sur la fibre comme un colorant dès le début de la teinture et est progressivement remplacé par le colorant avec l'élévation de la température. Les deux peuvent être combinés.
Un carrier, porteur ou véhiculeur, provoque le gonflement des fibres de polyester et permet la pénétration des colorants.
Un antimousse évite la formation de mousse préjudiciable à la bonne circulation de la marchandise.
Un antioxydant, diminue l'action négative de l'oxygène de l'air lors des teintures avec des colorants réduits.
Enfin, un antiredéposant, etc. 
Ces produits ont des molécules actives diverses et sont souvent vendus en mélanges. Certains sont réservés à des usages spécifiques (grande résistance aux bases ou aux alcalis par exemple). Ils sont utilisés seuls ou en combinaison avec des produits chimiques.
Des auxiliaires peuvent être utilisés lors des apprêts, conjointement aux apprêts mécaniques (adoucissant, imperméabilisant, hydrofugeant, résine, gonflant, silicone) et donnent des effets plus ou moins permanents.
Chacune de ces grandes familles peut contenir des substances actives très différentes. Par exemple, pour les adoucissants, on retrouve les adoucissants proprement dits, les produits gonflants, les produits lustrants, les produits glissants. Les uns sont permanents, les autres moins. Certains ne s'appliquent que sur une sorte de fibre, d'autres sont polyvalents.
Un bain d'apprêt peut contenir tout à la fois, un adoucissant, une résine, un imperméabilisant et un catalyseur. Ce qui donne un tissu imperméable, relativement infroissable avec un toucher plutôt agréable.

## Opérations préparatoires à la teinture
Le but de ces opérations est de préparer la marchandise, et la débarrasser de toutes ses impuretés : amidon, pectines, graisses, huile de filature, paraffine, souillures diverses. Il faut à la fin une matière propre, parfaitement hydrophile. Le danger de ces opérations est que ce sont des opérations blanches : une mauvaise exécution entraînera une teinture mal unie ou peu solide au lavage et au frottement, sans que pour autant, la teinture ne soit fautive : elle ne servira que de révélateur.
Tous ces traitements vont contribuer à la relaxation des tissus et tricots qui ont été fortement étirés lors du tissage et du tricotage. Les conséquences sont une perte en largeur et en longueur des pièces, ainsi qu'une perte de poids variable d'un article à l'autre.

### Encollage
Le teinturier n'applique pas ce traitement, mais il a tout intérêt de connaître la nature de l'encollage pour savoir comment l'éliminer.
Les tisserands considèrent bien souvent que la composition de leur encollage est un secret.
Pendant le tissage, la chaîne est soumise à une tension assez forte, afin de permettre le passage du fil de trame. Pour améliorer la résistance des fils, on encolle les fils de chaine (sauf les fils synthétiques). Un bain d'encollage se compose d'amidon (fécule de pomme de terre), d'un mouillant, de cires et d'eau. Les fils sont imprégnés et séchés. 
Il existe des encollages sans amidon, qui s'éliminent par simple lavage. Pour accélérer la cadence de production, certains tisserands augmentent la quantité d'amidon dans les bains d'encollage. Les chaînes sont également sur-encollées lorsque l'on a affaire à des fils de moindre qualité.
Lorsqu'un tissu est réalisé avec une chaine encollée à l'amidon, il faudra procéder au désencollage avant la teinture. 

### Désencollage
Éliminer l'encollage est le premier traitement qu'un tissu subit. Il est indispensable d'éliminer l'encollage, car le colorant se fixerait partiellement sur lui. Les conséquences seraient désastreuses pour les solidités de la teinture.
Une solution d'iode sert de test : une tache bleu marine signale la présence d'amidon, une tache jaune-or son absence, ou le fait que l'opération de désencollage est terminée. 
Une enzyme élimine l'encollage en transformant l'amidon insoluble en sucre soluble, soit en plein bain soit au foulard d'imprégnation. Les conditions d'élimination varient avec le type d'enzyme de 40 à 95 °C, la quantité d'amidon, le travail mécanique. Un agent mouillant et un dispersant sont généralement ajoutés pour faciliter la dégradation de l'amidon. 

### Débouillissage
Il n'est pratiqué que sur coton. Il élimine les cires naturelles et les pectines contenues dans le coton. La marchandise est imprégnée d'une solution contenant un mouillant, un alcali mis en vrac dans des cuves appelées « Kier » et laissée pendant une nuit. On peut aussi faire un traitement dans l'appareil de teinture avec les mêmes produits et un détergent, à 95 °C pendant 1 heure. Parfois, il faut faire les deux traitements.

### Lavage
Il élimine un encollage sans amidon, ou il est une simple préparation. La présence d'alcali n'est pas toujours nécessaire ; la température varie en fonction des besoins.

### Blanchiment
Le blanchiment est indispensable lorsque l'on veut obtenir des nuances claires, ou vives. Les nuances foncées peuvent faire exception pour autant que la marchandise ne contienne pas de coton mort (le coton mort ne se teint pas). Les conditions et les produits utilisés pour le blanchiment varient suivant l'origine des fibres en présence. Les fibres synthétiques pures ne se blanchissent généralement pas, elles sont blanches naturellement (sauf si le coloris demandé est blanc).

### Dégraissage
Il a pour but d'éliminer le suint, la graisse naturelle de la laine. Ce traitement est généralement utilisé lors de la préparation de la laine. C'est un traitement doux avec des détergents et un alcali doux à basse température. La laine résiste mal aux traitements alcalins, d'autant plus que la température est élevée (Cela provoque un feutrage non souhaité).

### Décreusage ou dégommage
Il élimine le « grès » (« bave » du ver à soie lors de la production du cocon), et donc spécifique de la soie naturelle. Il entraîne une grande perte de poids, compensée en finition par ce qu'on appelle « la charge de la soie ».

### Désenzymage
Les enzymages (lubrifiants spéciaux) appliqués sur les fils synthétiques (surtout pour le tricot) sont éliminés. Ils sont souvent solubles et s'éliminent facilement. Il y en a toujours trop, d'où, un premier rinçage suivi d'un lavage.

### Flambage ou grillage
Il élimine des fibres pelucheuses du tissu afin de mettre en évidence la « croisure » du tissu. Il se pratique sur fil et sur tissu, se fait généralement avant le blanchiment (parfois après teinture pour des nuances foncées). La marchandise à flamber passe à grande vitesse sur des rampes à gaz (petite ou grande flamme), les fibrilles sont brûlées jusqu'au cœur de la « croisure ». Le tissu est ensuite blanchi. Le grillage (Passer le tissu sur des plaques de cuivre chauffées) donne un résultat moins poussé.

### Gaufrage
Il modifie la surface d'un tissu, grains, légers reliefs de forme choisie. Cela se fait sur des tissus de diacétate de cellulose (qui sont partiellement plastiques). Le tissu sec et sans plis passe entre deux cylindres métalliques chauffés, dont l'un possède des reliefs (gaine en forme de tube interchangeable). Sous l'effet de la pression et de la température, l'effet recherché apparaît.

### Préfixage
Il a pour but d'éviter un défaut que l'on appelle les « cassures » : ce sont des plis fixés lors de la teinture en boyaux.
Le préfixage ne se fait que sur les fibres synthétiques (polyester et polyamide) et leurs mélanges ; il fixe la largeur, donner de la stabilité dimensionnelle, etc.
Pour cela, on utilise des rames (largeur contrôlée) ou des cylindres chauffants (largeur non contrôlée). Les rames sont des machines dans lesquelles le tissu passe au large, est étiré progressivement à la largeur souhaitée en passant dans des chambres chauffées jusqu'à 220 °C (la température dépend de la marchandise et du type de mélange, mais ne peut valablement être inférieure à 180 °C). La durée de traitement dépend du poids au mètre carré du tissu, de la longueur de la rame, de la fibre synthétique concernée, de la température et, dans le cas d'un mélange, de la fibre d'accompagnement.
Le préfixage risque de causer un jaunissement de la fibre (rame à gaz), en particulier pour les polyamides. Ce problème peut être atténué en utilisant des antioxydants par « foulardage » à l'entrée de la rame. L'utilisation d'une rame à fluide atténue considérablement le problème de jaunissement du polyamide ; l'autre risque est une perte de l'élasticité pour les tissus ou tricots à base d'élasthane. Pour compenser cette perte d'élasticité, il est préférable d'utiliser un élasthane avec un titrage supérieur, lors du tricotage.

### Préformage
Comme le préfixage, il se fait uniquement sur fibres synthétiques. Généralement réservé au tricot, le préformage se fait par enroulement sur une « ensouple » perforée et traitée avec de l'eau à 130 °C pendant 60 minutes.

### Détortionnage
Il enlève les vrilles des pièces sur la longueur lorsqu'elles ont été teintes en boyaux. La machine se compose d'un plateau rotatif qui supporte le bac contenant la marchandise en boyau, et d'une « fourchette », placée en hauteur, qui commande le changement de sens de rotation du plateau. Elle ne sert que pour remettre les pièces au large (grâce à des « ouvreurs ») afin de passer dans les machines suivantes.

### Suçage
L'eau contenue dans le tissu est élimnée au maximum ; le dispositif est généralement couplé avec la détortionneuse ; le tissu au large passe à plat sur une rampe avec des fentes placées en biais. Un pompe à vide aspire l'air et l'eau de l'extérieur vers l'intérieur de la rampe.

### Essorage
Il élimine l'eau avant séchage, et est réservé au tricot, aux panneaux teints, aux vêtements confectionnés, aux bobines, aux écheveaux.

### Crabbing
Le tissu est passé dans l'eau bouillante, au large, sans tension et sans plis. Il entraîne un retrait brutal de la marchandise, ce qui correspond en quelque sorte à un fixage. Il se pratique exclusivement sur laine lorsqu'il y a des risques de « cassures » lors de la teinture. 

### Séchage
Le séchage, comme son nom l'indique, sèche la marchandise en attendant le traitement suivant. Il est facultatif. Plusieurs appareils de conceptions différentes permettent le séchage. La température varie de 80 à 120 °C, suivant la composition de la matière.

## Opérations spécifiques à certaines fibres textiles
Les traitements ci-dessous ne sont pas applicables à toutes les fibres textiles. Pour certains, ils sont même spécifiques à une fibre donnée.

### Mercerisage
Il ne se pratique que sur du coton, en écheveaux, en fils ou en pièces. La fibre de coton est plate et mate, le mercerisage fait qu'elle devient ronde et brillante. Une fois le coton mercerisé, il faut moins de colorants pour atteindre une même nuance. 
Une merceriseuse, à froid, avec ou sans tension suivant l'effet recherché, imprègne le coton d'une solution très concentrée de soude caustique additionnée d'un mouillant résistant. Le tissu est ensuite rincé et neutralisé. Il passe au blanchiment. Le tissu est désencollé avant le mercerisage, parfois, après teinture ; il faut alors sélectionner des colorants résistants au mercerisage.

### Caustification
Elle obtient un certain touché sur du coton cardé. Le tissu est imprégné avec une solution de soude caustique, puis repose, est rincé et neutralisé.

### Carbonisage
Il ne se pratique que sur de la laine pure pour carboniser les restes de végétaux contenus dans la laine (ils ne seraient pas teints ensuite). La laine est traitée dans une solution concentrée d'acide sulfurique ; après un temps, elle est rincée, neutralisée, puis battue pour éliminer les cendres des végétaux brûlés. Parfois, cela se pratique après teinture ; il faut alors sélectionner des colorants résistants au carbonisage.

### Foulonnage
Spécifique pour la laine, il provoque un certain retrait, soit en longueur, soit en largeur, soit dans les deux sens. Ce travail se fait avec un « foulon ». Le tissu est entrainé dans un couloir étroit, bourré au travers d'une trappe, et maintenu par un clapet afin de provoquer un tassage. Les crochets de la laine aident à cette rétraction, facilitée par une solution savonneuse et de l'alcali.

### Feutrage
C'est un traitement spécifique à la laine : transformer un tissu en feutre. Le principe est analogue à celui du « foulonnage », mais en plus agressif ; le traitement exige un enchevêtrement des fils de chaine et de trame assez poussé.

### Bio-polish
C'est un traitement spécifique à la fibre Tencel et Lyocell[Quoi ?]. Il vise à obtenir un toucher satiné, nerveux et craquant. Une enzyme spéciale dégrade la surface des fils avant l'application d'un apprêt spécial.

## Opérations de finissage et apprêts mécaniques
Après teinture et séchage, et avant de passer au stade de la finition, les pièces subissent un contrôle intermédiaire.
La finition, en textile, se nomme « apprêt ». 
Les principaux « apprêts » dépendent de la destination du textile ou de la mode. Par exemple, les sous-vêtements sont adoucis et parfois traités avec un fongicide, les tissus d'ameublement avec des charges leur donnant un effet plombant (tenture), etc. Tous répondent à des demandes spécifiques qui varient d'un client à l'autre.
Apprêteur est un métier aussi difficile que teinturier.  Tout est encore plus subjectif. Il doit gérer les propriétés mécaniques et physiques du textile, mais aussi son toucher, sa main, son gonflant, sa douceur, sa sensation de toucher gras ou sec, etc. D'un client à l'autre ces notions changent.
Dans les petites et moyennes entreprises, le teinturier est également l'apprêteur.
Ensuite, commencent, suivant le cas, les « apprêts » mécaniques. Aucun atelier d'apprêt ne possède toutes les machines d'apprêt.[réf. nécessaire]

### Foulardage
Il distribue le bain d'apprêt uniformément sur toute la largeur et la longueur du bain de teinture à traiter. La principale machine est le foulard d'apprêt (identique aux autres « foulards » utilisés en teinturerie). Un foulard est constitué d'une bachole (simple ou double) qui contient le bain d'apprêt ; d'un tablier (qui recueille l'excédent de bain et le dirige vers la bachole) ; d'un foulard, à savoir deux ou trois rouleaux revêtus de caoutchouc spéciaux ; d'une cuve de préparation du bain d'apprêt, couplée à la bachole, via un dispositif de niveau constant dans la bachole.
Contrairement à la teinture où les colorants sont calculés en pourcentage du poids de la matière, ici, les calculs s'expriment en grammes par litre de bain d'apprêt. Pour les teintures par « foulardage », les colorants sont calculés en grammes par litre de bain.
Pour laisser sur la matière textile la quantité voulue de produits d'apprêt, il faut tenir compte de la concentration du bain de foulardage et du taux d'« exprimage » (de 20 à 40 tonnes au cm2).

### Ramage
C'est le séchage de la marchandise foulardée, avec, simultanément, la mise à largeur constante de la marchandise. 
Après le foulardage, la marchandise est dirigée vers l'entrée de la « rame » (rame de séchage, rame de fixage, rame d'apprêts). 
Un dispositif d'introduction place les lisières du tissu sur des picots ou dans des pinces. Le tissu, en avançant, est mis en largeur, sur ou sous-alimenté (pour obtenir le poids au mètre carré défini pas le client) et passe ainsi dans différentes chambres chauffées. À la suite de l'évaporation de l'eau, la matière active déposée sur la marchandise se fixe. 
Dans certains cas, pour obtenir une fixation de l'apprêt, on traite le tissu à une température plus élevée ; c'est la condensation ou la polymérisation : son but est de faire fusionner entre elles et dans toutes les directions l'apprêt déposé et séché sur la marchandise. Cela se pratique soit sur la même machine lorsqu'elle est assez longue  (deux chambres pour le séchage, trois chambres pour la polymérisation), soit par un second passage à sec à une température plus élevée, puis sur une polymériseuse séparée (du type armoires ou tambours chauffants). 
Ensuite commencent les manipulations avec les machines d'apprêts, traitements facultatifs.

### Dérompage
Le dérompage casse la raideur du textile à la sortie des machines d'apprêts. Le tissu passe au travers d'une succession de bâtons cloutés, la tension aidant, les clous cassent le film d'apprêt déposé sur le tissu. On obtient ainsi un toucher moins plat.

### Calandrage
Le calandrage confère au tissu un toucher particulier et qui varie selon le cas. Une « calandre » est constituée de deux cylindres métalliques sur lesquelles on peut appliquer des pressions importantes. Le tissu passe au large entre les cylindres. Dans certains cas, il y a 3 cylindres superposés, donc, un double passage.

### Tondage
Il coupe les fibres à la surface du tissu afin de faire ressortir la texture du tissage. L'effet est moins prononcé que le « flambage ». 
Le tissu passe au large et sous tension au travers d'une machine à un ou deux couteaux, des cylindres garnis de lames de couteau hélicoïdales, sur toute la largeur de la machine. En passant, le tissu épouse la forme du couteau, qui tourne à très grande vitesse et coupe les poils superficiels. 
Dans une seconde méthode, le tissu passe sur une arête, et le couteau rase les fibres qui sont redressées ; la coupe est alors plus profonde qu'avec la première méthode.
Le velours est également obtenu grâce au tondage de tissu spécialement conçu à cette fin.

### Brossage
Il élimine les déchets de tondage et oriente le poil dans le sens voulu. Le tissu tondu passe au travers de brosses tournant à grande vitesse, un aspirateur recueille les poussières. Cet élément fait généralement partie de la tondeuse.

### Décatissage
Il enlève un certain brillant que la matière a pu avoir à la suite du calandrage. Il donne un touché lourd et plombant. 
Deux méthodes sont possibles. La méthode discontinue, où le tissu est enroulé en spirale dans un épais « doublier », fixé sur un cylindre perforé ; de la vapeur directe est injectée, et on laisse reposer. Ensuite en déroulant le doublier, la marchandise est récupérée.
Dans la méthode continue, le tissu passe entre un cylindre et un doublier avec injection de vapeur. L'effet est moins marqué.

### Plissage
Il forme des plis régulier et permanents sur le polyamide. C'est une machine dont l'emploi est tributaire de la mode. Le tissu passe sur une table plate, une lame chauffée s'enfonce régulièrement sur le tissu et provoque une succession de plis qui fournissent un plissé.

### Ratinage
Il vise à obtenir des petites boules à la surface du tissu. Son emploi dépend également de la mode. Le tissu passe sur plusieurs cylindres munis de petites plaquettes abrasives. Chacune est soumise un mouvement elliptique qui provoque la formation des petites boules. Le tissu est lainé au préalable.

### Lainage
Il doit former à la surface du tissu un molleton épais. Il se pratique sur « tricot charmeuse », par exemple, pour une robe de nuit. 
La machine possède un gros cylindre métallique, entouré de cylindres de petits diamètre, revêtus de « cardes » (petites brosses métalliques aux bouts pliés). Le gros cylindre tourne, les petits cylindres tournent beaucoup plus vite, le tricot passe au-dessus, les fils flottants sont arrachés par les cardes. 
Plusieurs passages sont nécessaires. Préalablement, ce tissu aura été adouci avec un agent gonflant, pour que le fil flottant soit aisément gratté par les cardes. Anciennement, on utilisait des chardons pour cet usage.

### Grattage
Il forme à la surface du tissu un molleton. Par exemple, le tissu pour pyjama, les chemises à carreaux canadiennes.

### Émerisage
Il forme à la surface du tissu une apparence veloutée, appelée « peau de pêche ». 
Le tissu passe sur différents cylindres tournant sur eux-mêmes et revêtus d'une matière abrasive de granulométrie différente. On commence par le plus gros pour finir par le plus fin.

### Glaçage
Il forme, sur une ou deux faces d'un tissu synthétique, une surface aussi plate que possible, pour obtenir un brillant prononcé. 
L'appareil est une calandre avec des cylindres parfaitement lisses ; ils sont chauffés au gaz par l'intérieur. L'action combinée de la pression et de la chaleur provoque l'aplatissement des fils du tissu. À la base, un fil est cylindrique : vu sa thermoplasticité, le fil s'écrase, prenant un aspect global plus brillant. Le nombre de passages dépend de l'effet souhaité.

### Moirage
Il doit produire, à la surface du tissu, un aspect trouble (genre tache de pétrole sur de l'eau). 
Le tissu passe sous tension entre des cylindres chauffés avec une friction.
Sauf l'effet recherché pour les robes du soir, ou les doublures, par exemple, le moirage est un défaut. 

## Pollution
La teinture constitue une source de pollution importante, avec ses rejets d’eaux usées chargées de substances chimiques. Greenpeace a révélé des taux de pollution élevés et la présence de cinq métaux lourds dans les eaux de deux villes de la province de Guangdong, au sud-est de la Chine : Xintang, la « capitale du monde des jeans », et Gurao, ville industrielle où 80% de l’économie tourne autour de la confection de sous-vêtements.
De récentes recherches ont montré que la culture de filaos pouvait traiter ce type de pollution.

## Galerie de photos
Série d'opérations de teinture de laine à l'atelier de teinture des manufactures nationales des Gobelins, de Beauvais, et de la Savonnerie à Paris

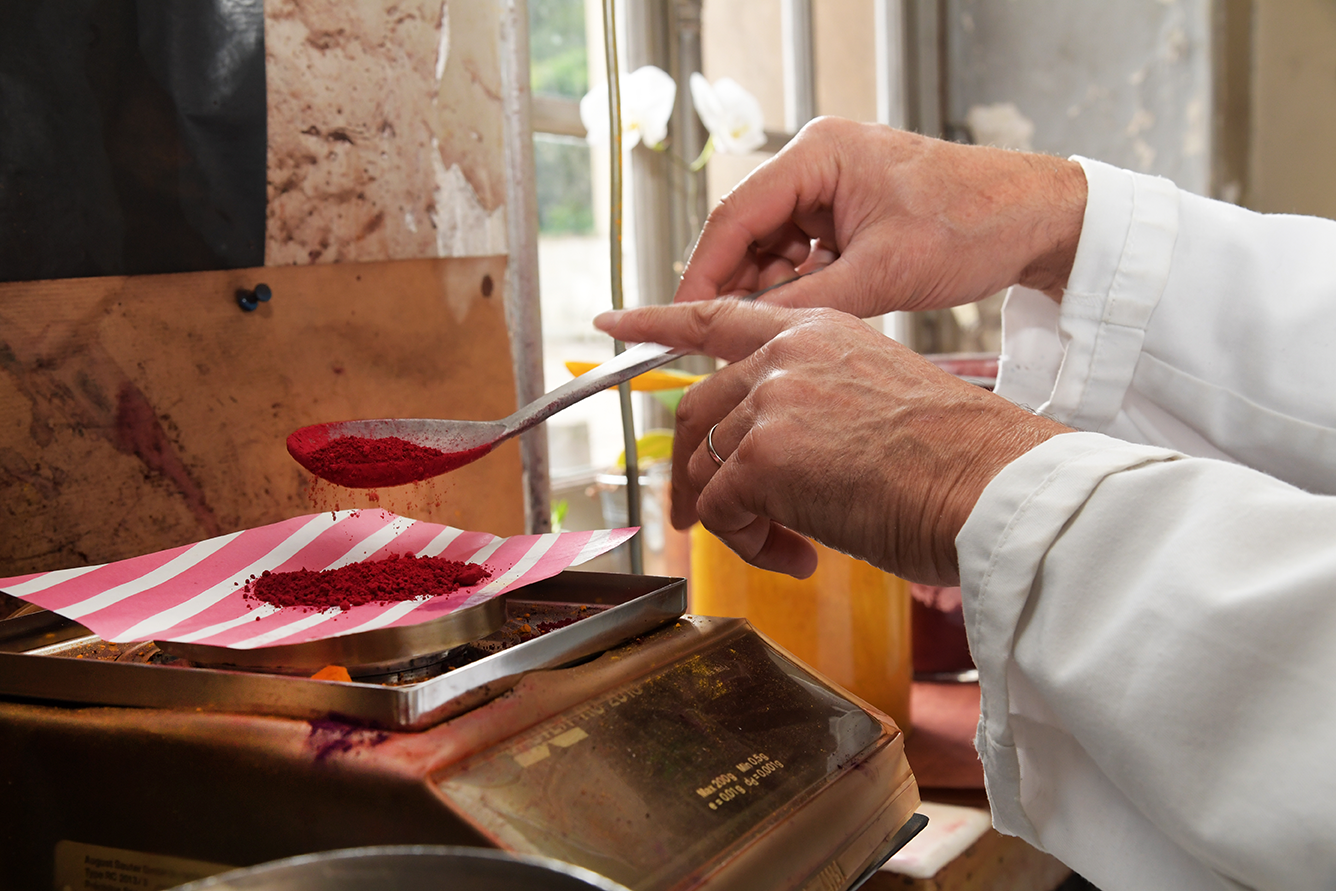
Pesée de pigments, dans l'atelier de teinture, Mobilier national, Paris
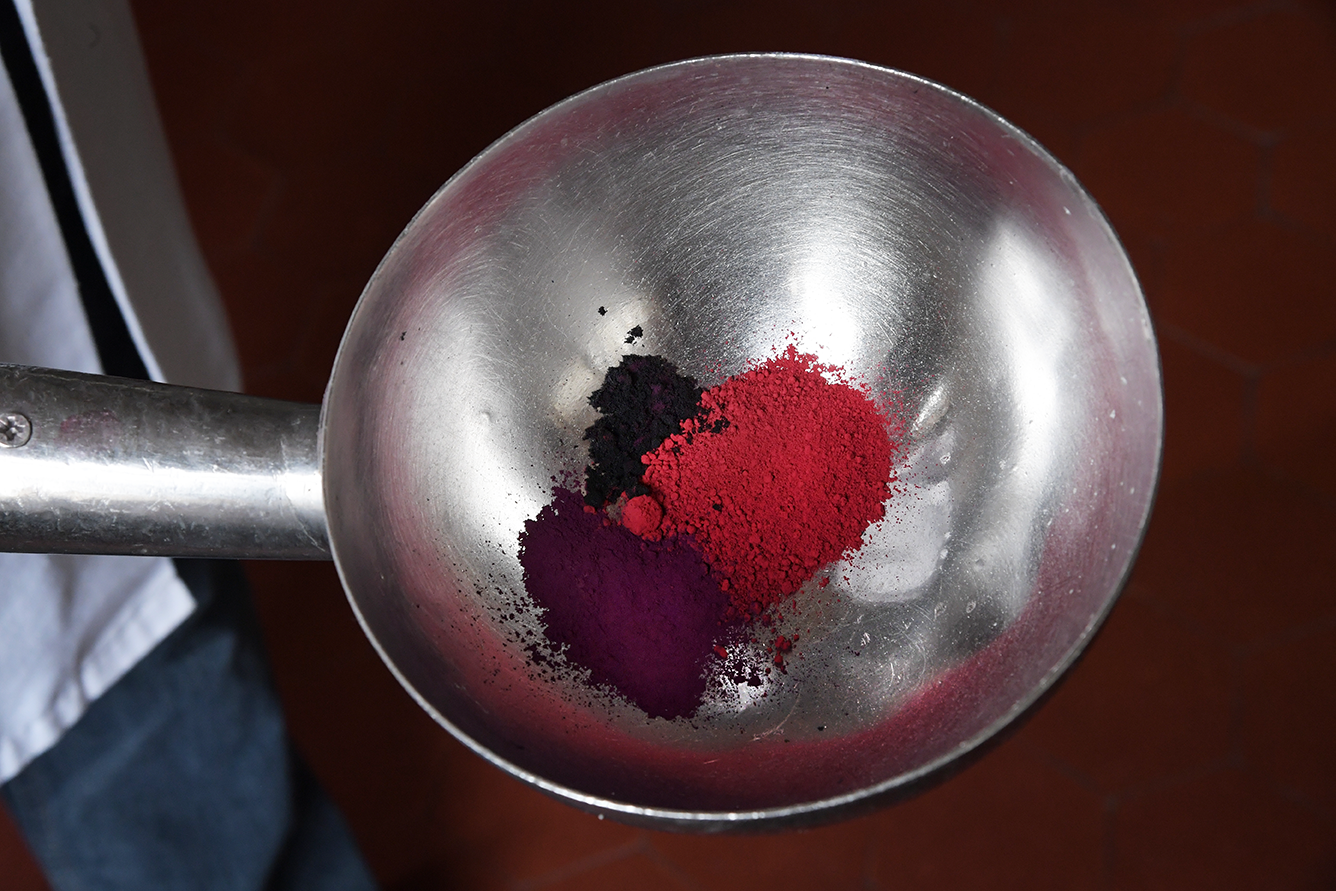
Mélange de pigments dans l'atelier de teinture, Mobilier national, Paris
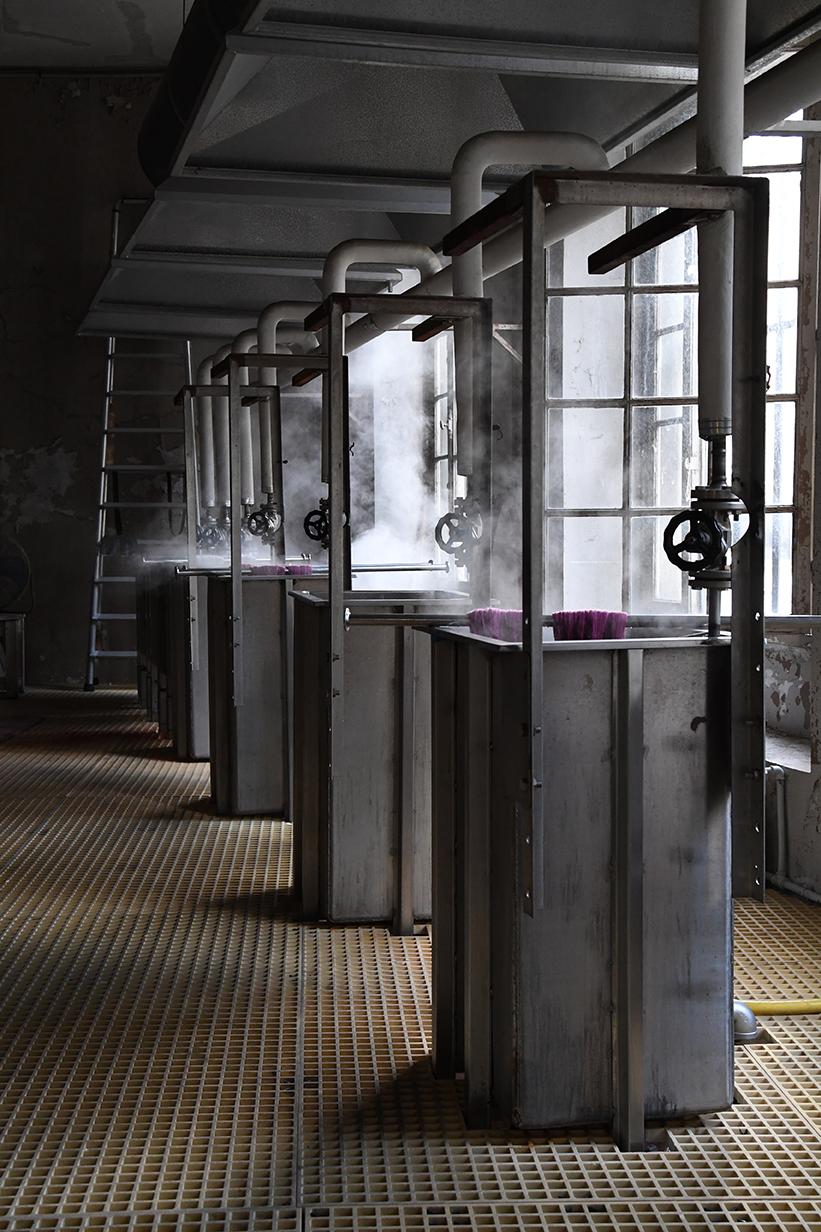
Cuves de l'atelier de teinture, Mobilier national, Paris
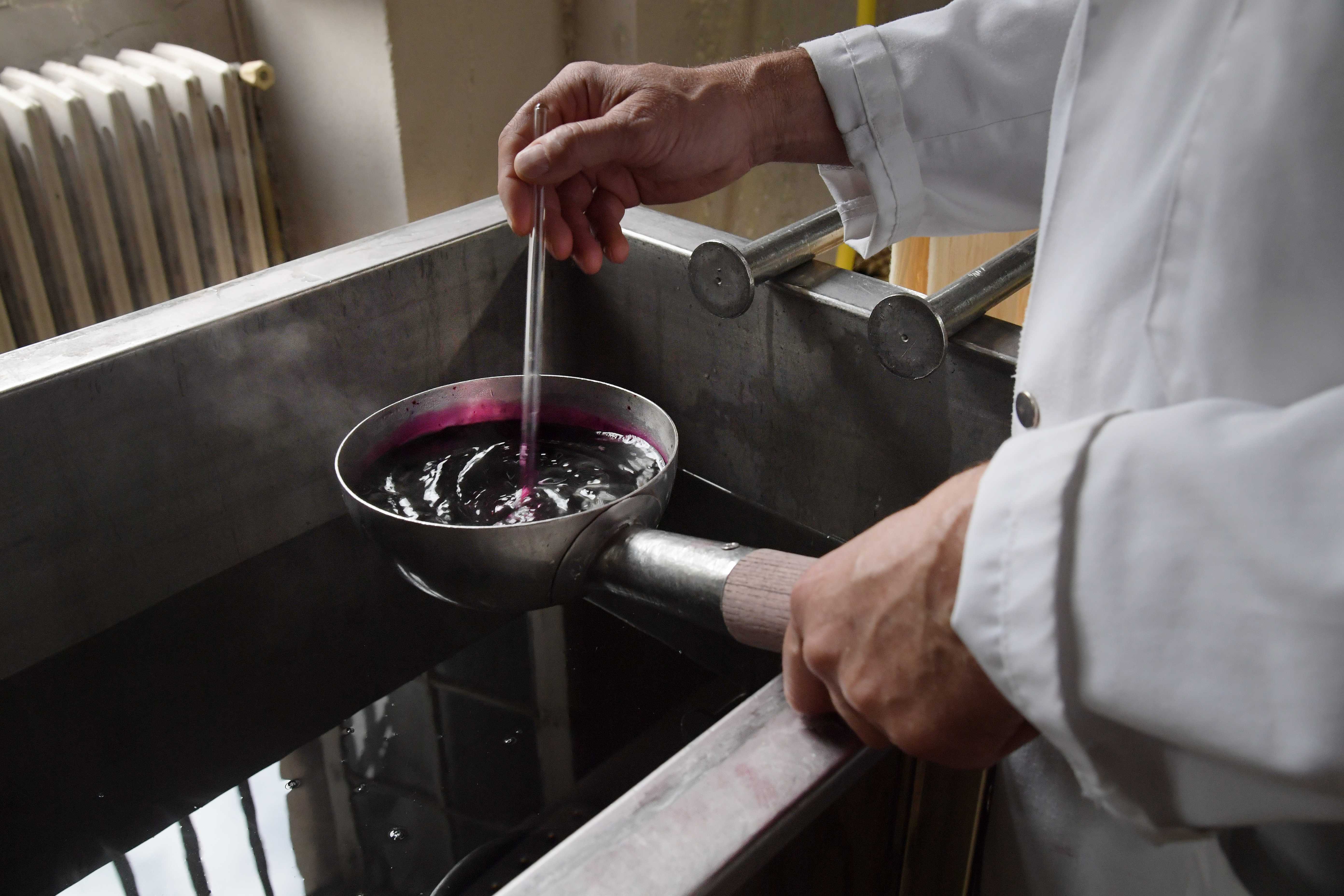
Dilution et mélange des colorants, atelier de teinture, Mobilier national, Paris
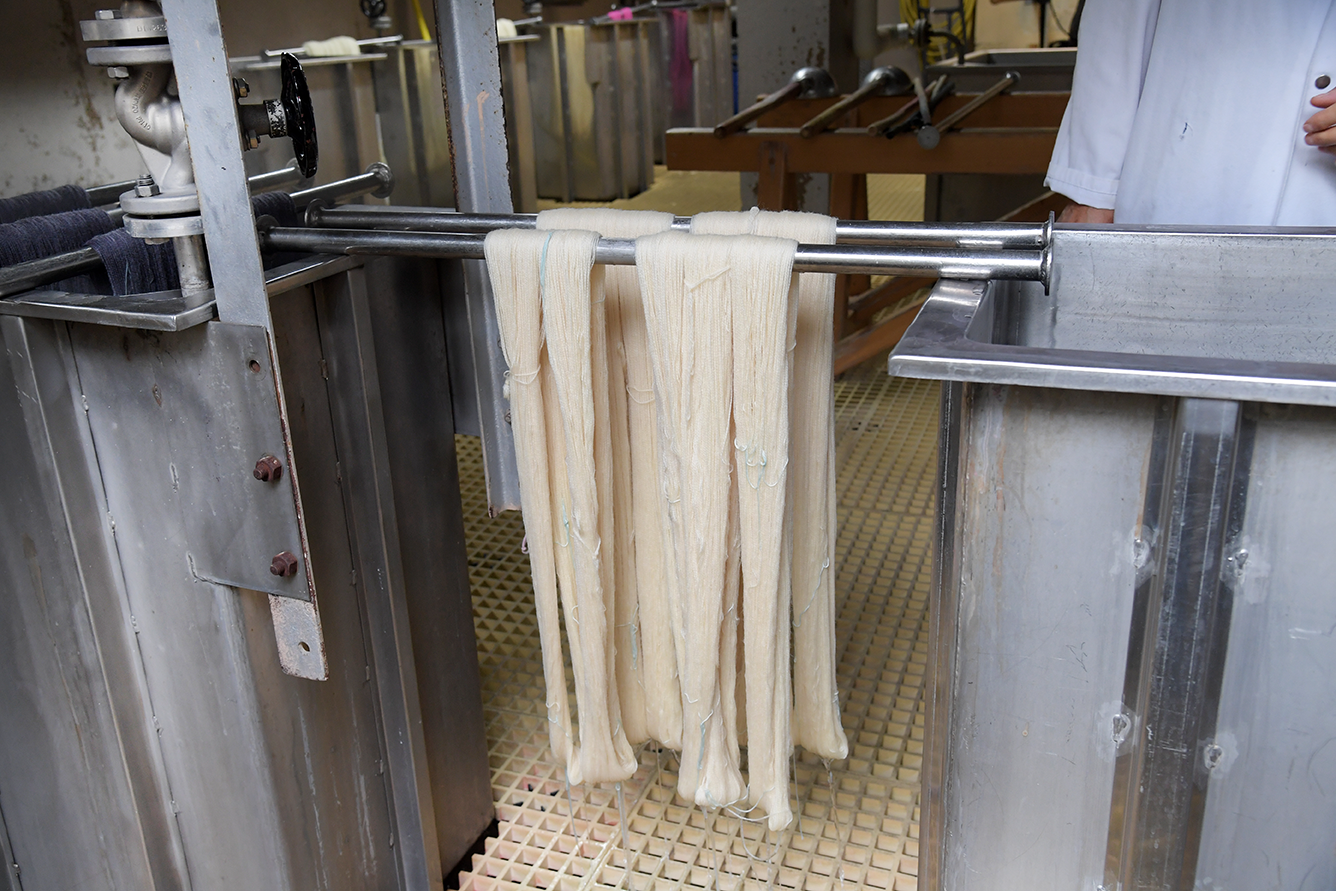
Laine vierge, atelier de teinture, Mobilier national, Paris
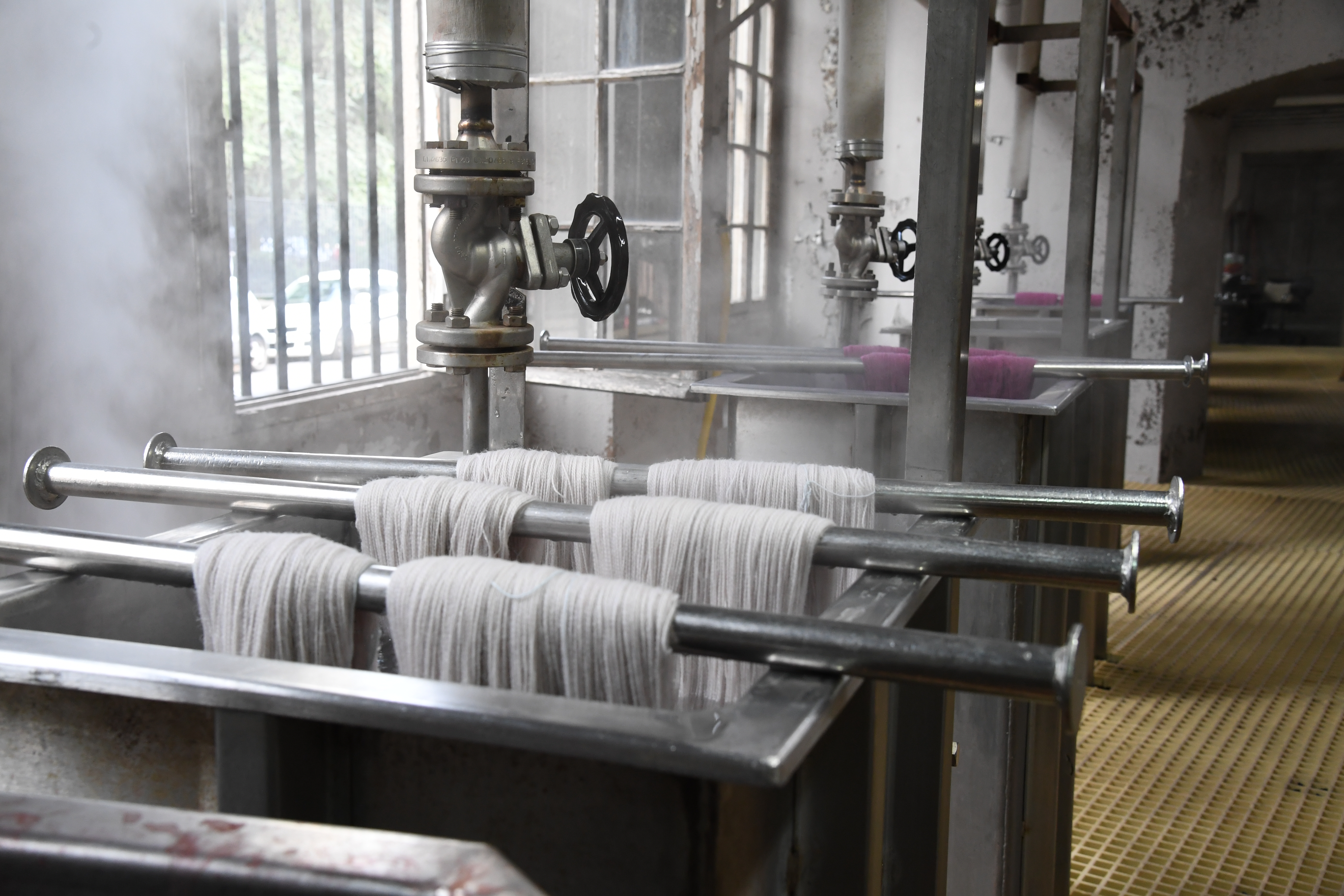
Laines en cours de teinte, atelier de teinture, Mobilier national, Paris
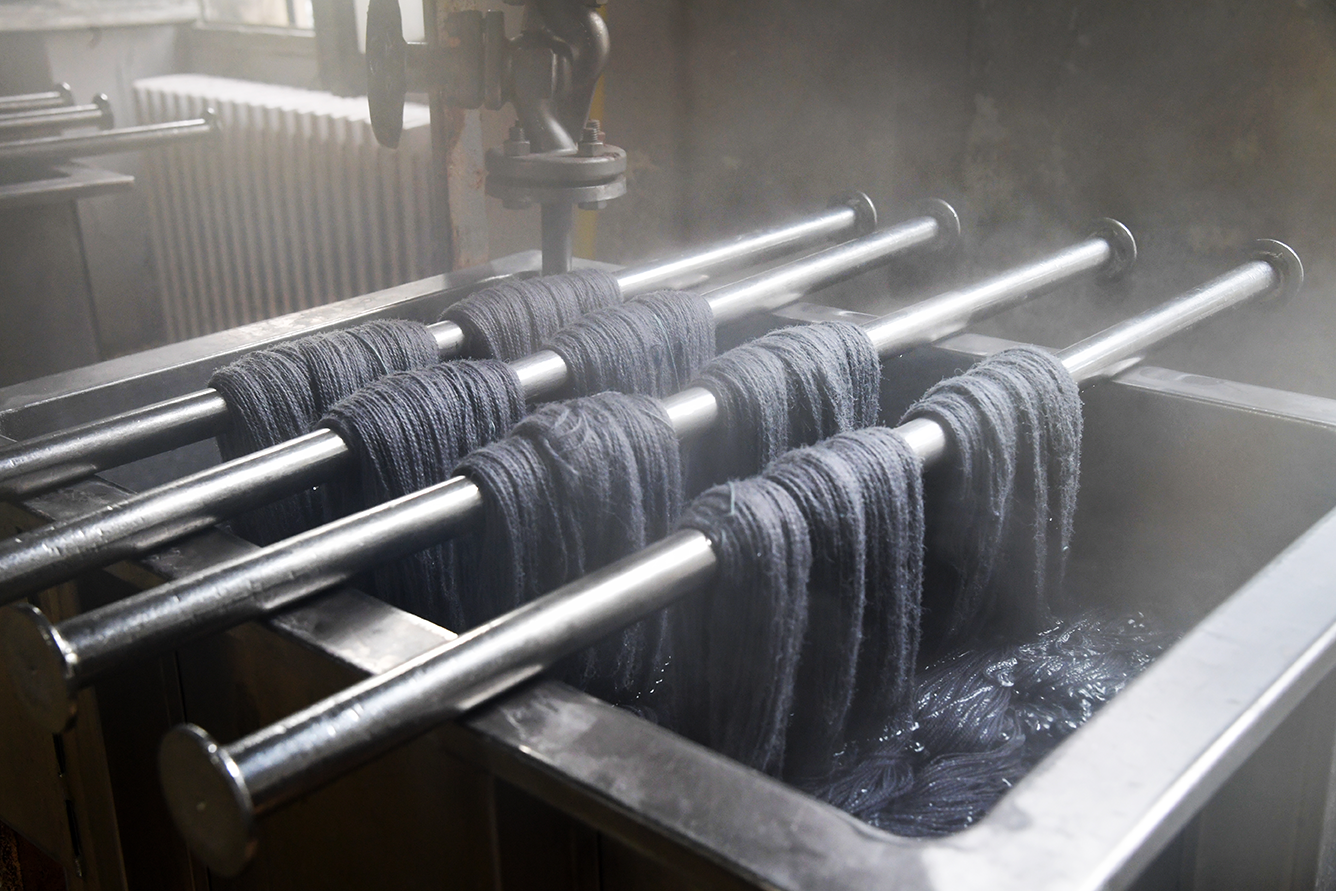
Laine grise en cours de teinte, atelier de teinture, Mobilier national, Paris
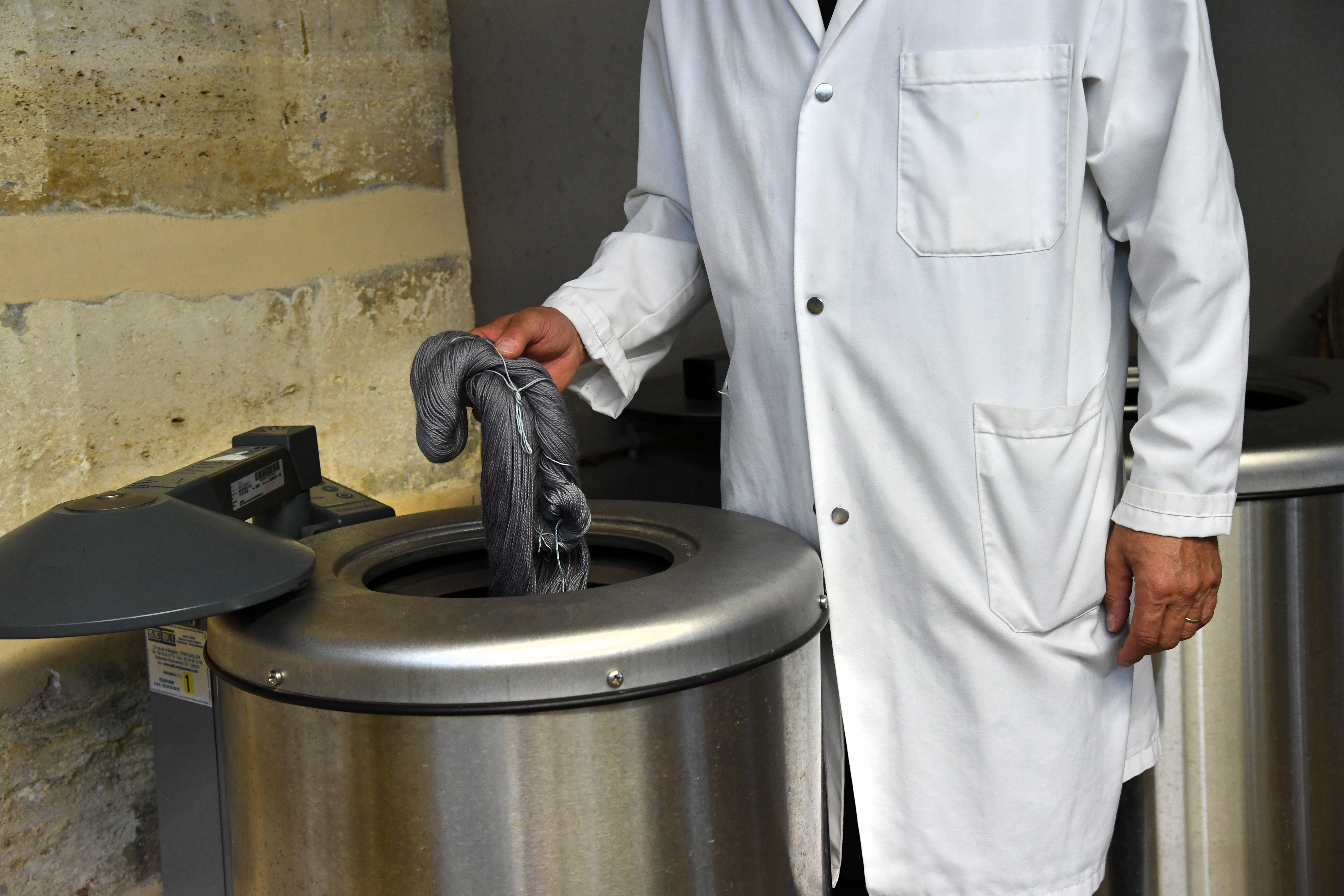
Essoreuse, atelier de teinture, Mobilier national, Paris
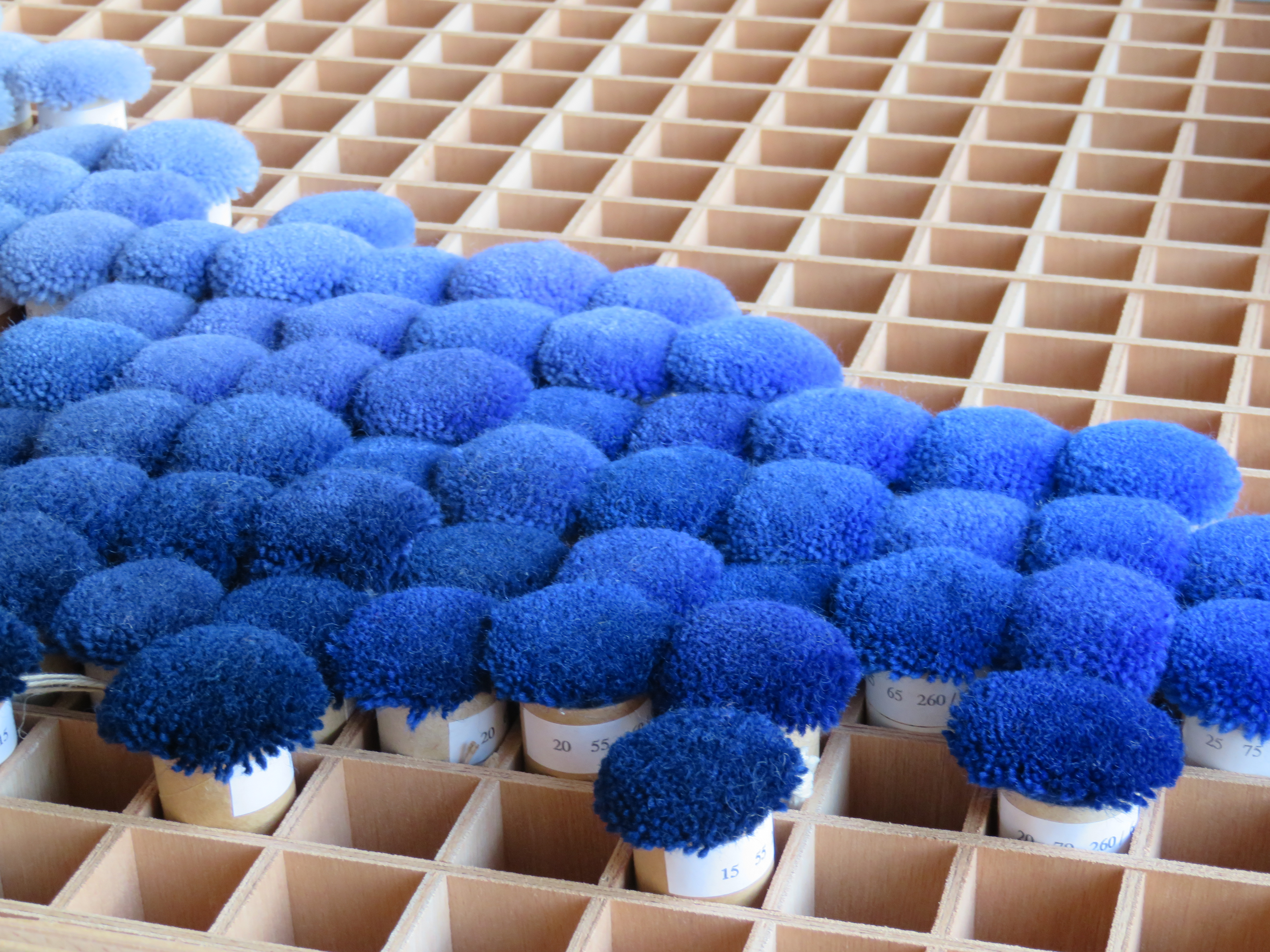
Échantillons teints, nuancier des laines, Mobilier national, Paris
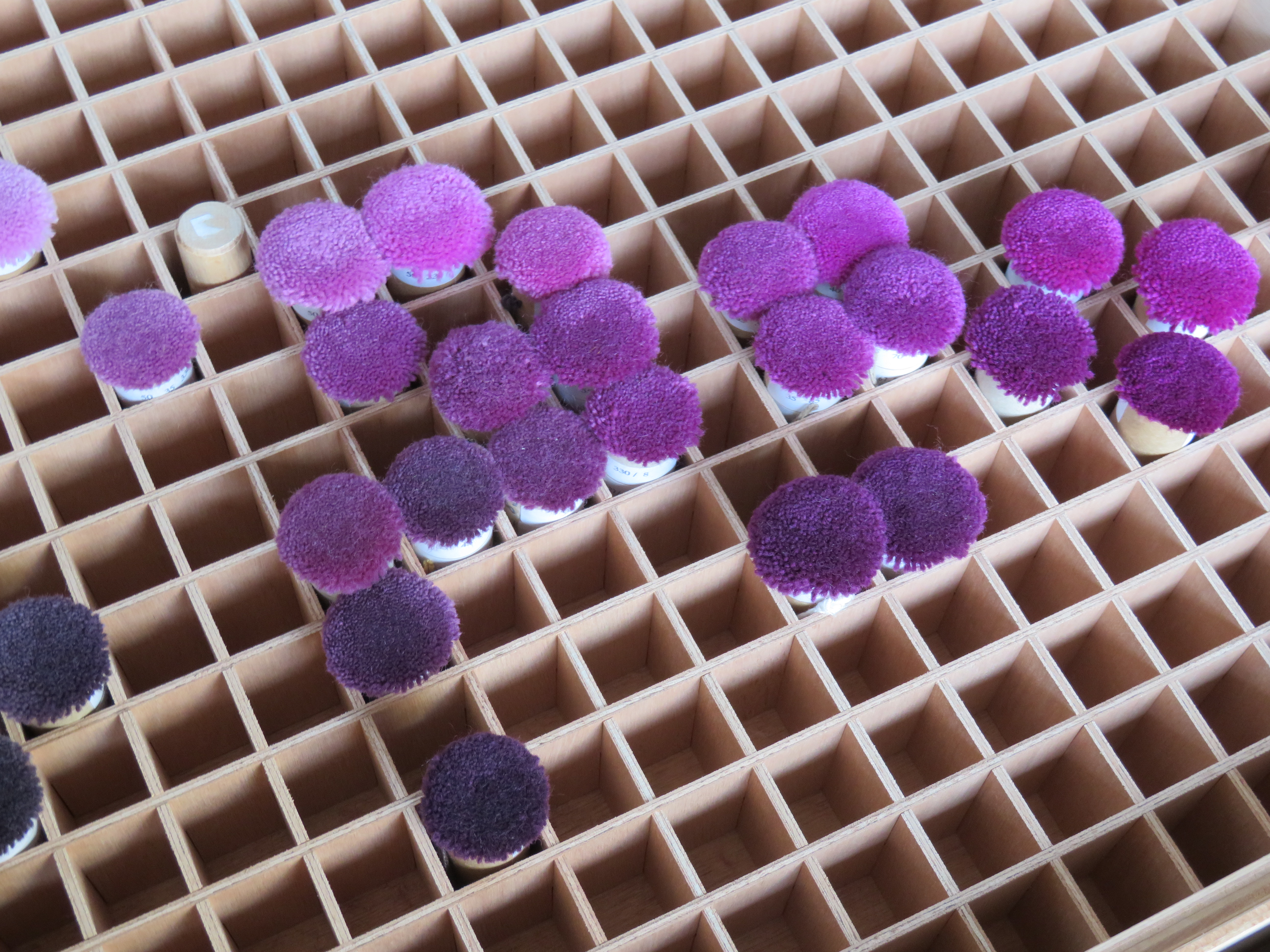
Échantillons teints, nuancier des laines, Mobilier national, Paris
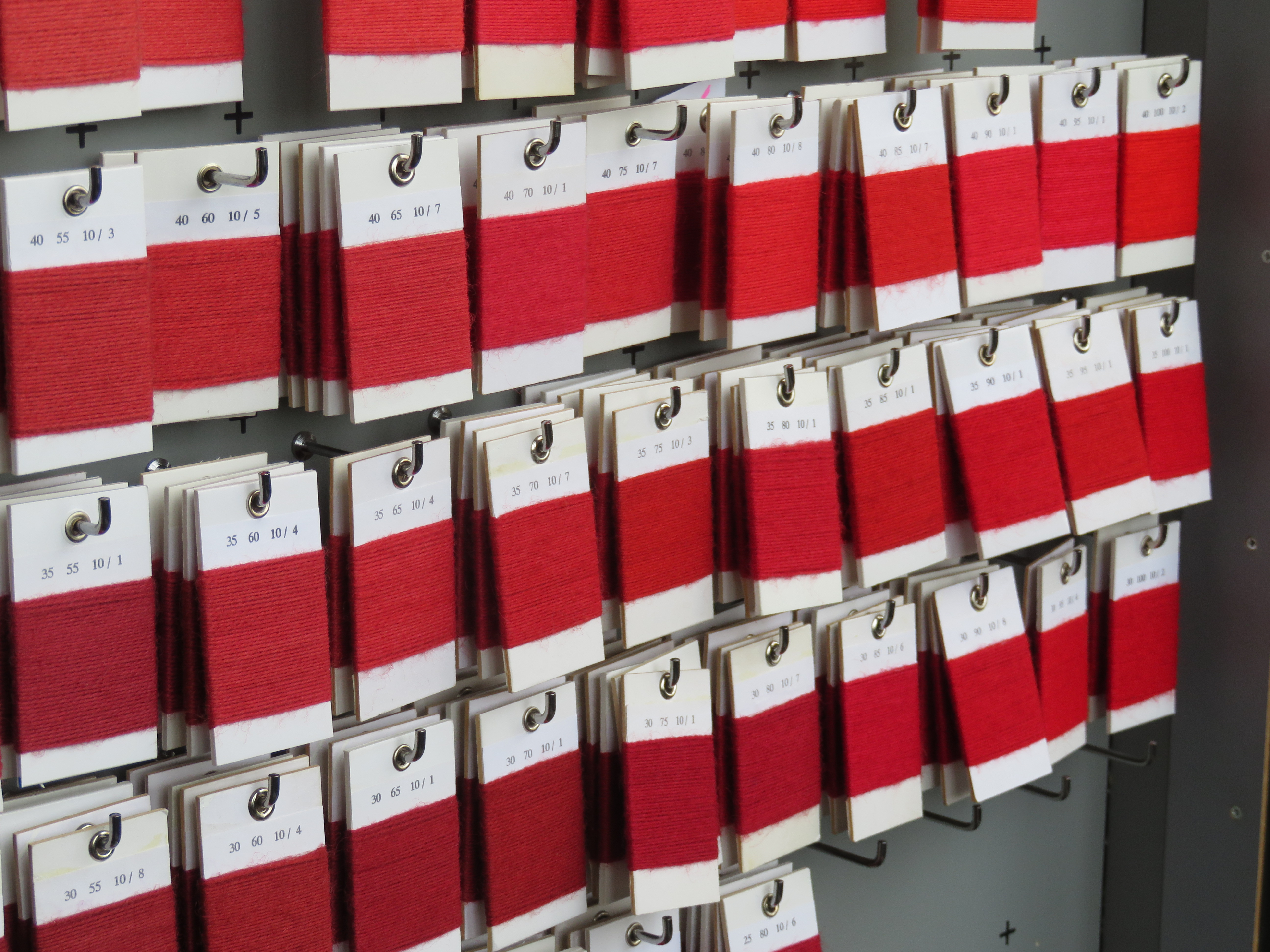
Échantillons teints, nuancier des laines, Mobilier national, Paris